# Condé-en-Brie
Condé-en-Brie es una comuna francesa, situada en el departamento de Aisne, de la región de Alta Francia.

## Historia
Es la cuna histórica de la Casa de Borbón-Condé.

## Demografía
| 623 | 592 | 653 | 609 | 591 | 626 | 633 | 667 |
| Para los censos de 1962 a 1999 la población legal corresponde a la población sin duplicidades (Fuente: INSEE [Consultar]) |     |     |     |     |     |     |     |